# Robert Fotsing Mangoua
Robert Fotsing Mangoua est un professeur d'université et écrivain camerounais.

## Biographie
Robert Fotsing Mangoua est professeur de littérature comparée à l'université de Dschang.

## Ouvrages
- Dominique Ranaivoson et Robert Fotsing Mangoua, Chroniques du Cameroun, Éditions Sépia, 2022, 109 p (ISBN 979-10-334-0201-5)[3]
- Martin Paul Ango Medjo, Raymond Mbassi Atéba et Robert Fotsing Mangoua, Qui a peur de Dionysos : Visages, paysages et présages de l'art dramatique, Connaissances et savoirs, 2019 (ISBN 978-2-342-16617-0)[4]
- Robert Fotsing Mangoua, Écritures camerounaises francophones et intermédialité, Ifrikiya, coll. « Collection Interlignes », 2012 (ISBN 978-9956-473-70-0)[5]
- Robert Fotsing Mangoua, Groupe de recherche en Littérature comparée, L'imaginaire musical dans les littératures africaines, l'Harmattan, coll. « Littératures et savoirs », 2009, 272 p. (ISBN 978-2-296-07371-5)[6]

- Robert Fotsing Mangoua, Les pièges:nouvelles, l'Harmattan, coll. « Littératures et savoirs », 2008, 106 p (ISBN 978-2-296-06485-0)[7]